# Pagar Bulan
Pagar Bulan is een bestuurslaag in het regentschap Banyuasin van de provincie Zuid-Sumatra, Indonesië. Pagar Bulan telt 1036 inwoners (volkstelling 2010).